# Torymus partitus
Torymus partitus är en stekelart som beskrevs av Graham och Gijswijt 1998. Torymus partitus ingår i släktet Torymus och familjen gallglanssteklar. Arten är reproducerande i Sverige. Inga underarter finns listade i Catalogue of Life.